# Oleg Lundstrem

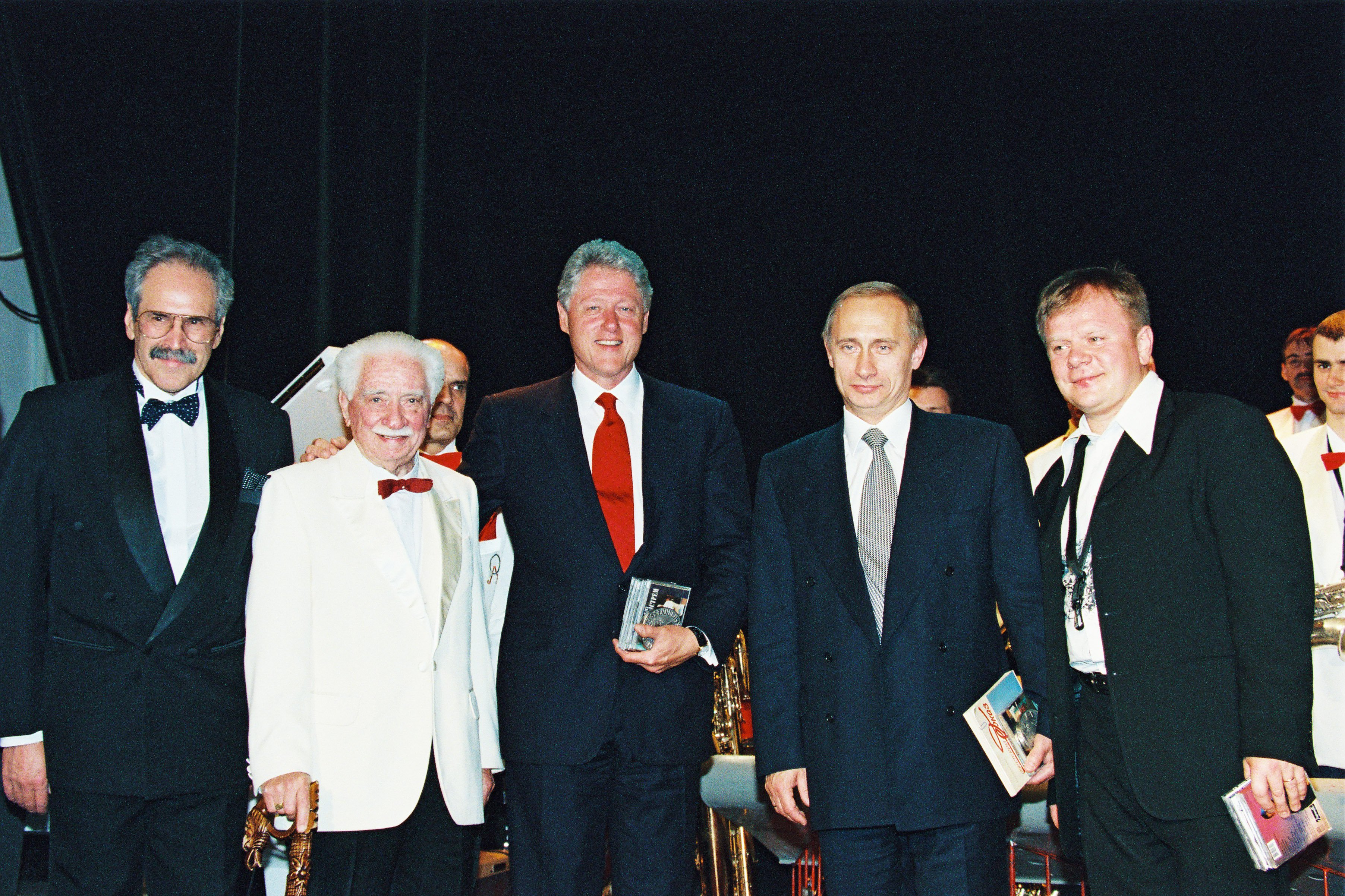
Oleg Lundstrem mit US-Präsident Bill Clinton und Wladimir Putin (2000)

Oleg Leonidowitsch Lundstrem (auch Lundström; russisch Олег Леонидович Лундстрем; * 20. Märzjul. / 2. April 1916greg. in Tschita, Russisches Kaiserreich; † 14. Oktober 2005 in Valentinowka bei Moskau, Russland) war ein russischer Jazz-Musiker und Orchesterleiter.

## Leben
Lundstrem war der erste Sohn eines Lehrers, der 1921 mit seiner Familie nach Harbin in der Mandschurei übersiedelte, um dort als Angestellter der chinesischen Eisenbahngesellschaft Physik zu unterrichten, zunächst in einer Mittelschule, dann im polytechnischen Institut. Oleg Lundstrem beendete 1931 dort die Handelsschule und studierte anschließend parallel am Polytechnischen Institut und der Musikhochschule. 1935 schloss er letztere im Fach Violine ab.
In den Jahren seines Musikstudiums zu Beginn der 30er Jahre lernten er und seine Kommilitonen Jazz von Duke Ellington und Louis Armstrong kennen und begannen auf örtlichen Musikveranstaltungen aufzutreten. Lundstrem experimentierte mit Big-Band-Arrangements. 1934 gründete er zusammen mit seinen Freunden eine achtköpfige Jazzband, die bald von Harbin nach Shanghai zog und dort Auftritte in Hotels und dem bekannten Tanzklub Majestic hatte. Lundstrem begann, russische Stücke im Jazzstil zu arrangieren und hatte damit große Erfolge. Bald galten einige der Bandmitglieder als die besten Musiker der Stadt („Der König des Jazz im Fernen Osten“).
1947 zog Lundstrem mit seiner Band in die Sowjetunion. Da sie sich in Moskau nicht niederlassen durfte, etablierte sich die Gruppe in Kasan, der damaligen Hauptstadt der Tatarischen ASSR. Neben der Konzerttätigkeit belegte Lundstrem am Staatlichen Konservatorium Kasan die Fächer Komposition sowie Dirigieren und schloss das Studium 1953 ab.
Das „Orchester Lundstrem“, eine Big Band ohne Saiteninstrumente, war das erste seiner Art, welches in der Sowjetunion echten Jazz im Orchester zur Aufführung brachte. Oleg Lundstrem wurde im Guinness-Buch der Rekorde aufgenommen, weil er sein Orchester mehr als 65 Jahre lang leitete und dirigierte.
In den Jahren 1961 bis 1972 gehörte der Pianist und Komponist Nikolai Kapustin zu den Mitgliedern, der mehrere seiner Werke speziell für die Band komponierte, darunter seine Toccata für Klavier und Bigband op. 8 (1964). Davon zeugt auch ein bemerkenswertes, sehr seltenes Filmdokument.
Oleg Lundstrem wurde mit einer Sonderurkunde der UNESCO für seine Verdienste um die Weltkunst ausgezeichnet. 1993 erhielt er die Ehrendoktorwürde der Akademio Internacia de la Sciencoj (AIS, Internationale Akademie der Wissenschaften) San Marino.
Der Artikel Red Hot With a Blue Note über Oleg Lundstrem war einer der Gründe für die Verleihung des Pulitzer-Preises 2005 in der Rubrik International Reporting an die Autorin Kim Murphy.

## Werke
Zu Lundstrems frühen Werken zählen eine Sinfonie, eine Cello-Sonate sowie eine Suite, alle im tatarischen Stil. Später wandte er sich dem Big-Band-Jazz zu, wobei er in Werken wie Mirage (Мираж, 1947), Buchara ornament (Бухарский орнамент, 1972), und In den georgischen Bergen (W gorach Grusii, В горах Грузии, 1973) bestrebt war, einen nationalen Stil zu finden. 1986 veröffentlichte er ein Greatest Hits Album eigener Kompositionen.
Auswahl:
Diskographie
- Экспромт (Impromptu), 1945
- Мираж (Mirage), 1947
- Хоровод (Chorowod)
- Памяти мастеров джаза (Memories of the masters of jazz), 1977, In memory of Duke Ellington
- В сочных тонах (In a Mellotone), 1982
- В наше время (In our time)
- Музыка, любовь моя (Music, is my love), 1984 mit Irina Otieva
- В стиле свинг (In Swing time), 1986
- Мы снова вместе (We again together), 1986

Kompositionen
- Интерлюдия (Interlude), 1945
- Мираж (Mirage),1947
- Расцветает сирень (Lilac blossoms), 1955
- Экспромт (Атом-буги) (Impromptu (Atoi-Bugi)),1957
- Юмореска (Humoreska),1958
- Песня без слов (Song without words),1960
- Этюд для оркестра (Etude for an orchestra),1960
- Пролог (Prologue),1963
- Мы снова вместе (We again together),1969
- Бухарский орнамент (Bukhara ornament),1972
- В горах Грузии (In mountains of Georgia),1973
- Любви дороги (Love of road),1975
- Спидвей (Speedway),1980
- Легенда о Сююмбеки (Legend about Sjujumbeki),1981
- Наступил рассвет (Dawn began),1984